# 犬山市立犬山中学校
犬山市立犬山中学校（いぬやましりつ いぬやまちゅうがっこう）は、愛知県犬山市大字木津にある公立中学校。

## 概要
犬山北小学校校区(一部の生徒。名鉄犬山線がおおよその境界線。)と犬山南小学校校区・栗栖小学校校区、犬山西小学校校区の生徒が通学する。
伝統行事として、毎年2月頃に卒業式を控えた3年生が木曽川で自分の使用していた机と椅子を洗う「机腰掛け洗い」が行われている。

## 沿革
1947年（昭和22年）
- 4月18日 - 開校式及び第一回入学式を犬山小学校講堂で挙行する。
- 4月24日 - 旧陸軍工兵隊演習廠舎を改造し生徒を収容。犬山南小学校の一部を分教場とする。
- 6月27日 - 犬山中学校後援会が結成する。
- 7月12日 - 生徒自治会が発足する。
- 8月16日 - 分教場(南小)を廃止。全員本校に収容。
- 10月16日 - 開校記念祭を行う。
- 10月18日 - 校章を制定する。

1948年（昭和23年）
- 1月8日 - 南校舎建設地地鎮祭を行う。
- 3月19日 - 第１回卒業式を行う。
- 4月5日 - 校舎第１工期（南舎）上棟式を行う。
- 4月29日 - 犬中PTA創立総会が開かれる。
- 7月1日 - 南舎の竣工式を行う。
- 7月5日 - 本校（本部、2・3年生）新校舎に移転する。

1949年（昭和24年）
- 卒業生の「机腰掛け洗い」が始まる。
- 5月12日 - 成人学級を開設。
- 5月27日 - 蛍雪橋が完成。
- 6月21日 - 第二期工事（中舎）竣工式を行う。
- 6月22日 - 仮校舎を廃止。全員を本校へ収容。
- 9月10日 - 校歌を制定。「犬山学校新聞」創刊号を発行。

1950年（昭和25年）
- 3月12日 - 正門道路が完成。
- 7月12日 - 校舎竣工落成式を盛大に行う。
- 12月1日 - 6・3制施設優良校として表彰される。

1951年（昭和26年）
- 2月27日 - 器楽教育研究会を行う。
- 10月2日 - 青年学級が開講。
- 11月4日 - 校内放送設備が完成。

1952年（昭和27年）
- 3月15日 - 校旗樹立式を行う。
- 4月2日 - 国旗（校章旗）掲揚塔が完成。
- 7月7日 - 教育評価発表会を行う。

1953年（昭和28年）
- 11月5日 - 全校完全副食給食を開始。

1954年（昭和29年）
- 3月12日 - 校門が完成。
- 4月1日 - 市政施行により、犬山市立犬山中学校と校名を変更。
- 4月16日 - 全国完全給食を開始。

1955年（昭和30年）
- 3月2日 - 生徒会新聞改題「研衷」を発行。 体育研究発表会を行う。

1956年（昭和31年）
- 6月21日 - 直径2cm大の降雹により、窓ガラスを800枚以上破損。南舎の瓦の全ふき替えが行われる。
- 11月8日 - 体育館兼講堂竣工式を行う。

1957年（昭和32年）
- 1月20日 - 開校10周年並びに体育館竣工記念工事を行う。
- 5月10日 - 蛍雪橋老朽のため改修。

1958年（昭和33年）
- 産業教育動力機械を設置。

1959年（昭和34年）
- 9月26日 - 伊勢湾台風の襲来。開校以来の大災害を被る。
- 11月8日 - 中部日本吹奏楽コンクールにて第１位に入賞。
- 11月17日 - 弥富中学校被災生徒を収容。

1960年（昭和35年）
- 9月7日 - 給食室を増設。
- 10月9日 - 中部日本吹奏楽コンクールにて第１位に入賞。
- 11月2日 - 数学教育研究発表会を行う。
- 11月7日 - 自転車置き場を増設。

1961年（昭和36年）
- 3月10日 - 給食室改修並びに施設拡充。（石油バーナーの設置）
- 9月28日 - 運動場を拡張。
- 10月4日 - 中部日本吹奏楽コンクールにて第１位に入賞。（三年連続）

1962年（昭和37年）
- 7月19日 - 生徒急増対策校舎が竣工。（西舎）

1963年（昭和38年）
- 鉄筋蛍雪橋が上流に架け換えられる。

1964年（昭和39年）
- 5月21日 - オリンピック記念行事として学級花壇づくりを行う。
- 6月13日 - プール起工式を行う。
- 8月5日 - 生徒会「街の美化運動」に参加。
- 8月18日 - プール竣工式を行う。
- 11月4日 - 音楽指導研究発表会を行う。

1965年（昭和40年）
- 10月4日 - 焼却場が完成。

1966年（昭和41年）
- 5月2日 - 保護者会資料として「犬山中学校だより」第一号が発行。
- 7月12日 - 鉄筋校舎起工式を行う。
- 11月3日 - 第１期工事竣工式を行う。
- 12月7日 - 英語指導研究発表会を行う。

1967年（昭和42年）
- 1月31日 - 県主催の第8回生徒指導推進研究協議会が本校で開かれ、「学級担任による」を発表。
- 3月10日 - 「机腰掛け洗い」が東海テレビにより実況放送される。
- 5月17日 - 鉄筋校舎第2起工式を行う。
- 8月10日 - 体育器具庫が竣工。
- 9月14日 - 体育館の床版を総張替えする。
- 9月20日 - 愛知県から生徒会主催の養護老人ホーム訪問に対して感謝状を受ける。
- 11月27日 - 創立20周年記念式典挙行。記念誌を発行する。

1968年（昭和43年）
- 1月17日 - 鉄筋校舎第２期工事竣工式を行う。
- 3月26日 - 犬山市から生徒会主催の「街の美化作業」に対して感謝状を受ける。
- 4月26日 - 「犬山中学校だより」を第７号より「はぐるま」に改称。
- 9月12日 - メキシコオリンピック（陸上三段跳び）、村木征人選手（昭和36年度卒業）壮行会を行う。
- 10月23日 - 明治記念式典を行う。
- 11月11日 - 防衛庁騒音調査が行われる。

1969年（昭和44年）
- 3月27日 - 職員室・応接室の内装工事が開始。
- 6月13日 - 国際電通映画教室が開催。
- 7月19日 - プール更衣室、便所が竣工。
- 10月30日 - 校外学習にオリエンテーリング方式を取り入れる。

1970年（昭和45年）
- 4月1日 - 教育目標が改正。
- 10月15日 - 自転車防犯登録を行う。
- 12月16日 - 生徒会主催音楽祭が始まる。

1971年（昭和46年）
- 4月3日 - 特殊学級が開設。
- 5月18日 - 交通安全指導（通学路点検）が始まる。
- 8月10日 - 中学校教育課程研究会を行う。

1972年（昭和47年）
- 4月1日 - 県教委より「教育課程」研究指定を受ける。
- 8月20日 - 焼却炉を改築。
- 9月16日 - 台風20号の襲来により、校舎、体育館屋根が大きな被害を被る。
- 10月25日 - 県教委研究指定中間発表会を行う。
- 10月30日 - 体育館倉庫を改築。

1973年（昭和48年）
- 3月13日 - 卒業記念で「思想の像」を設置。
- 3月31日 - クラブハウス及び便所が完成。
- 8月27日 - 校内研究発表会を開催。
- 10月1日 - 生徒の手による「校内体育大会」が始まる。
- 11月13日 - 県指定「教育課程」研究発表会を開催。

1974年（昭和49年）
- 3月14日 - 卒業記念で「赤心の園」を設置。
- 8月7日 - 生徒会主催「街の美化作業」が県観光協会より表彰される。
- 10月31日 - 向上坂及び校庭通学路が舗装される。

1975年（昭和50年）
- 3月12日 - 卒業記念で校歌碑が建立。
- 11月13日 - ベルマーク購入資金取得額全国第1位を獲得。

1976年（昭和51年）
- 3月13日 - 卒業記念で校門（蛍雪橋）を建立。
- 4月2日 - 気象観測所のフェンス張替え工事が完成。
- 4月20日 - 校内一斉安全点検が改良。
- 8月12日 - 本館防音改築第1期工事起工式を挙行する。

1977年（昭和52年）
- 1月12日 - クラブハウスを増築。
- 3月14日 - 卒業記念で「赤心の塔」が建立。
- 3月20日 - 防球ネットを設置。
- 4月20日 - 本館防音改築第1期工事竣工式を行う。
- 5月20日 - 南館南側排水工事が完了。
- 7月10日 - 創立30周年記念式典並びに記念公演を行う。 記念誌を発行。
- 8月27日 - 本館防音改築第2期工事起工式を挙行。
- 11月21日 - 本校PTAが日本PTA全国協議会長により表彰される。

1978年（昭和53年）
- 3月14日 - 卒業記念で正門を改築。
- 3月25日 - 本館防音改築第2期工事起工式を行う。
- 7月11日 - 本校PTAが愛知県小中学校PTA連絡協議会により表彰される。
- 8月22日 - 市民グランドにて犬山市防災訓練を参観。
- 8月23日 - 技術科棟防音改築第３期工事起工式を挙行。
- 10月7日 - タイ国文部省視察団が来校。視聴覚教育の実践及びにその施設の見学を受ける。

1979年（昭和54年）
- 3月15日 - 卒業記念で前庭に「考える像」が設置。
- 3月26日 - 技術科棟防音改築第3期工事が完成。
- 7月19日 - 国際児童年にちなみ記念植樹を行う。
- 9月30日 - 台風16号の襲来により、体育館、自転車置き場に被害を受ける。
- 12月25日 - 運動場改修工事が開始。

1980年（昭和55年）
- 1月23日 - 本校PTAが愛知県PTA連絡協議会により委嘱を受け発表。
- 3月14日 - 卒業記念に中庭に「やすらぎの園」を設置。
- 4月1日 - 丹葉地方教育事務協議会より、視聴覚教育研究の指定を受ける。研究テーマは「心を動かし、考え、実践する生徒を育てるために」
- 4月7日 - 運動場夜間照明工事完成、点灯式を行う。
- 4月12日 - 運動場・テニスコート・バレーコートを整備。
- 10月2日 - バレーコート防球フェンス設備工事が完成。
- 10月29日 - 視聴覚研究について、1年次（中間）を発表。
- 12月19日 - 韓国教育関係者が視察来校する。
- 12月25日 - 社会体育施設（新クラブハウス）建設工事起工式を挙行。

1981年（昭和56年）
- 3月13日 - 卒業記念で前庭に「藤棚」を設置。
- 3月20日 - 社会体育施設（新クラブハウス）が竣工。
- 8月10日 - 吹奏楽部が県大会にて優勝。
- 10月4日 - テニスコート防球フェンスが完成。
- 11月10日 - 丹葉地方教育事務協議会指定、視聴覚教育研究について発表。

1982年（昭和57年）
- 2月27日 - 生徒会が中日ブルーバード賞奨励賞（団体の部）を受賞。
- 3月2日 - 「机腰掛け洗い」の伝統行事を復活。
- 3月13日 - 卒業記念で「自動チャイム」を設置。
- 8月21日 - 生徒、全国中学校選抜陸上競技大会800M走に出場。
- 8月25日 - 2年生の野外宿泊学習を開始。
- 10月30日 - 南館校舎防音改造第1期工事が完成。

1983年（昭和58年）
- 3月7日 - 「机腰掛け洗い」NHKニュースで放映。
- 3月14日 - 卒業記念で「向上の塔」（運動場用スピーカー）を設置。
- 8月5日 - 吹奏楽部が県大会にて優勝。
- 8月27日 - 生徒、全国中学校選抜陸上競技大会棒高跳びに出場。

1984年（昭和59年）
- 1月30日 - 南館校舎防音改造第2期工事が完成。
- 3月4日 - 卒業記念で掲揚塔を設置。
- 4月1日 - 市内中学校の校区が変更。（東部中学校新設のため）
- 9月23日 - 本校が中京テレビ「どれみふぁサンデー」で紹介される。
- 11月30日 - 南館校舎防音改造第3期工事が完成。

1985年（昭和60年）
- 11月8日 - この年より、文化発表会にPTA、コーラスとと作品展示で参加。
- 12月13日 - PTA主催「大庭照子スクールコンサート」が開催。

1986年（昭和61年）
- 3月10日 - 卒業記念で指令台を設置。
- 8月8日 - 吹奏楽部が県大会にて優勝。
- 8月11日 - 南館普通教室、等磁石黒板に張り替える。
- 8月23日 - 生徒、全国中学校選抜陸上競技大会棒高跳びに出場。
- 11月8日 - 犬山市から「街の美化作業」などのボランティア活動に対して感謝状を受ける。
- 12月13日 - PTA主催「大庭照子・青木祐史ジョイントスクールコンサート」を開催。

1987年（昭和62年）
- 3月9日 - 校訓碑が建立。
- 3月29日 - ソフトボール部、全日本中学選抜ソフトボール大会に出場。
- 7月19日 - 「キャスティバル犬山’87」開会式に本校吹奏楽部が参加。
- 7月30日 - 吹奏楽部が県大会にて優勝。
- 8月6日 - 生徒会長が犬山市から広島の平和記念式典に派遣される。
- 8月18日 - 講堂兼屋内運動場改築工事起工式が挙行。

1988年（昭和63年）
- 11月15日 - 西尾張中学校長距離継走大会男子、3年連続で優勝。
- 11月30日 - ベルマーク集め300万点を突破し、教育設備助成会より感謝状を受ける。

1989年（昭和64年・平成元年）
- 1月24日 - 尾張長距離継走大会男子、3年連続で優勝。
- 3月7日 - 講堂兼屋内運動場の校訓額、校歌額が設置。
- 3月19日 - 講堂兼屋内運動場が竣工。
- 4月24日 - 創立40周年記念式典を開催。
- 6月17日 - 長年の養護老人ホーム訪問により、第1回全国ボランティア大会にて厚生大臣表彰を受ける。
- 8月19日 - 小河秀幸、全国中学校選抜陸上大会棒高跳びに出場。
- 11月30日 - 愛知県議会文教委員の視察を受ける。

## 交通アクセス
- 名鉄犬山線・小牧線・広見線犬山駅下車、徒歩約25分。
- 名鉄犬山線犬山口駅下車、徒歩約18分。
- 犬山市コミュニティバス上野線、「犬山西部交番」バス停より徒歩約3分。

## 周辺施設
- 愛知県立犬山高等学校
- 犬山市立犬山西小学校
- 犬山市立犬山南小学校
- 木曽川犬山緑地
- 東洋紡犬山工場
- 村田機械犬山事業所